# 구도 나오토
구도 나오토(일본어: 工藤 直人, 1982년 7월 11일~)는 일본의 축구 선수, 지도자이다.

## 구단 경력
2001년 에히메 FC에서 뛰었다.

## 지도자 경력
은퇴 후에는 FC 이마바리의 코치를 거쳐, 2018년 6월 FC 이마바리의 감독으로 취임하였다.
2023년 8월 성적 부진으로 물러난 다카기 리키 감독을 대신해, FC 이마바리의 감독으로 취임하였다.